# Östling, släkt från Åland
Östling är en släkt från Håkanböle (nu Rosenberg) i Sunds församling på Åland. Släktnamnet antogs på 1680-talet. Socialt befann den sig i skiktet lägre ståndspersoner. Om namnet lever vidare är outrett.

## Historik
Släkten härstammar från jägmästaren på Åland, Joen Nilsson (död ca 1695), och hans hustru Margareta Josefsdotter (död 1696). Makarna bodde på gården Håkanböle, som de erhöll livstidsfrihet på den 13 juli 1665 enligt kungligt brev (de fick bruka den skattefritt, som en lön- och pensionsförmån).
Paret hade flera barn, däribland sonen Karl Östling (1653–1723), som 1685 efterträdde fadern som jägmästare på Åland. Ungefär vid samma tid antog han namnet Östling och övertog även gården i Håkanböle. Under stora ofreden vistades han med familjen omkring 1714–1722 som flykting i Sverige liksom flertalet andra ålänningar. 
Men sin hustru Margareta Hysing (1668–1736) hade Karl Östling åtta barn, fyra söner och fyra döttrar. 
Sönerna var:
- Karl Östling (1696–1762) som under Karl XII:s krig var soldat och senare korpral i Järvsö socken i Hälsingland, men efter kriget återflyttade till Finland och tjänstgjorde som underofficer (fältväbel) vid Åbo läns regemente. Han var gift och hade flera barn, men deras öden är mestadels outredda.

- Jonas Östling (1701–1720) dog i Täby norr om Stockholm som flykting.

- Salomon Östling, född och död 1705.

- Johan Östling (1706–1750) övertog gården i Håkanböle efter fadern, men lämnade den i slutet av 1730-talet. Några år senare flyttade han med familjen till Sverige och blev bonde på ett litet hemman i Käppala i Lidingö socken. Han hade bara ett barn som nådde vuxen ålder, dottern Greta Östling (född 1737), som kan antas vara identisk med en 25-årig spinnerska med detta namn som dog ogift 1763 i Katarina församling i Stockholm.

Döttrarna blev alla gifta och hade många barn som i dag har åtskilliga efterkommande:
- Greta Östling (1688–1747), gift med kronoskogvaktaren på Åland Göran Strömner.

- Elisabet Östling (1689–1752), gift med Ericus Erici Svan, kyrkoherde i Halla, Södermanland.

- Sara Östling (1694–1735), gift med landsskräddaren på Åland Bengt Lundgren.

- Katarina Östling (1709–1745), gift med länsmannen Anders Burman i Eckerö, Åland.